# Oscar Fisker Mølgaard
Oscar Fisker Mølgaard (* 18. Februar 2005 in Frederikshavn) ist ein dänischer Eishockeyspieler, der seit Juni 2024 bei den Seattle Kraken aus der National Hockey League (NHL) unter Vertrag steht und auf Leihbasis für den HV71 in der Svenska Hockeyligan (SHL) auf der Position des Centers spielt.

## Karriere
Oscar Fisker Mølgaard begann seine Karriere bei den Juniorenmannschaften des Frederikshavn IK in seiner Heimatstadt. 2020 wurde er mit dem Klub dänischer U20-Meister und 2021 bester Vorbereiter der dänischen U17-Liga. Anschließend wechselte er nach Schweden, wo er beim HV71 zunächst in der J18 Region und der J20 Nationell spielte. Seit 2022 spielt er dort vorwiegend für das Herren-Team in der Svenska Hockeyligan (SHL) und wurde 2023 Topscorer der unter 18 Jahre alten Spieler. Beim NHL Entry Draft 2023 wählten ihn die Seattle Kraken aus der National Hockey League (NHL) in der zweiten Runde als insgesamt 52. Spieler und einzigen Dänen jenes Jahres aus. Anschließend statteten ihn die Kraken im Juni 2024 mit einem Einstiegsvertrag aus, wo er zum Ende der Spielzeit 2024/25 für deren Farmteam Coachella Valley Firebirds in der American Hockey League (AHL) in der Organisation debütierte.

### International
Auf internationalem Niveau debütierte Mølgaard bei den Olympischen Jugend-Winterspielen 2020, an denen er mit der dänischen U16-Auswahl teilnahm, aber sieglos blieb. Anschließend spielte er bei den U18-Weltmeisterschaften 2022, als er zum besten Spieler seiner Mannschaft gewählt wurde, und 2023, als er als Topscorer, Torschützenkönig, bester Vorbereiter und Spieler mit der besten Plus/Minus-Bilanz nicht nur zum besten Stürmer, sondern erneut auch zum besten Spieler seiner Mannschaft gewählt wurde, sowie den U20-Weltmeisterschaften 2022, 2023, 2024 und 2025.
Für die A-Nationalmannschaft seines Heimatlandes debütierte der Angreifer bei der Weltmeisterschaft 2023, wobei er mit dem Team den zehnten Platz erreichte. Anschließend nahm er an der Weltmeisterschaft 2024 sowie im September desselben Jahres an der Qualifikation für die Olympischen Winterspiele 2026 teil. Bei den Welttitelkämpfen 2025 erreichte der Stürmer mit seinem Heimatland den vierten Rang.

## Erfolge und Auszeichnungen
- 2020 Dänischer U20-Meister mit dem Frederikshavn IK
- 2021 Bester Vorbereiter der dänischen U17-Liga

### International
| - 2023 Topscorer der U18-Junioren-Weltmeisterschaft der Division IA - 2023 Bester Torschütze der U18-Junioren-Weltmeisterschaft der Division IA - 2023 Bester Vorlagengeber der U18-Junioren-Weltmeisterschaft der Division IA | - 2023 Beste Plus/Minus-Bilanz der U18-Junioren-Weltmeisterschaft der Division IA - 2023 Bester Stürmer der U18-Junioren-Weltmeisterschaft der Division IA - 2025 Aufstieg in die Top-Division bei der U20-Junioren-Weltmeisterschaft der Division IA |

## Karrierestatistik
Stand: Ende der Saison 2023/24

### International
Vertrat Dänemark bei:
| - Olympischen Jugend-Winterspielen 2020 - U20-Junioren-Weltmeisterschaft der Division IA 2022 - U18-Junioren-Weltmeisterschaft der Division IA 2022 - U20-Junioren-Weltmeisterschaft der Division IA 2023 - U18-Junioren-Weltmeisterschaft der Division IA 2023 - Weltmeisterschaft 2023 | - U20-Junioren-Weltmeisterschaft der Division IA 2024 - Weltmeisterschaft 2024 - Qualifikationsturnier für die Olympischen Winterspiele 2026 - U20-Junioren-Weltmeisterschaft der Division IA 2025 - Weltmeisterschaft 2025 |

(Legende zur Spielerstatistik: Sp oder GP = absolvierte Spiele; T oder G = erzielte Tore; V oder A = erzielte Assists; Pkt oder Pts = erzielte Scorerpunkte; SM oder PIM = erhaltene Strafminuten; +/− = Plus/Minus-Bilanz; PP = erzielte Überzahltore; SH = erzielte Unterzahltore; GW = erzielte Siegtore; 1 Play-downs/Relegation; Kursiv: Statistik nicht vollständig)